# 克魯皮奇波列
50°57′25″N 32°24′5″E / 50.95694°N 32.40139°E
克魯皮奇波列（烏克蘭語：Крупичполе），是烏克蘭北部的村莊，隸屬切爾尼希夫州的普里盧基區。該村面積3.03平方公里，海拔高度135米，2001年人口781，人口密度每平方公里258.1人。